# Fukiko Nakabayashi
Fukiko Nakabayashi, född 16 april 1939 i Taiwan, död 16 januari 2018 i Sverige, var en japansk-svensk skulptör.
Fukiko Nakabayashi växte upp i Japan. Hon utbildade sig till skulptör på Bunka Gakuin College i Tokyo i Japan 1967–1970 samt för målaren och skulptören Yoshishige Saito (1904–2001) och fotografen, målaren och skulptören Jiro Takamatsu (1936–1998).
Hon kom till Lönsboda och Sverige 1974 för att delta i "Symposiet för stenskulptur" i Ubbeboda. Hon har bland annat ställt ut på Liljevalchs vårsalong i Stockholm 1996 och 1997. Hon är representerad i den permanenta skulpturutställningen på Svarta Bergens arbetslivsmuseum i Hägghult och har gjort skulpturer för den av Sven-Ingvar Andersson 1987 skapade Japanska trädgården i Ronneby Brunnsskog i Ronneby.
Hon levde och arbetade i Lönsboda. 

## Offentliga verk i urval
- Tidens gång, röd granit, i Japanska trädgården i Ronneby Brunnsskog i Ronneby
- Tidens spegel, gråsvart granit, i Japanska trädgården i Ronneby Brunnsskog i Ronneby